# Gnomes
Gnomes is de 30e aflevering (#217) van de animatieserie South Park van Comedy Central. Ze was voor het eerst te zien op 16 december 1998.

## Verhaal
Omdat Mr. Garrison zijn baan kwijt dreigt te raken, laat hij de leerlingen een presentatie doen over een actuele gebeurtenis. De 4 jongens komen terecht in een groepje met Tweek, een hyperactief jongetje met ADHD. Hij stelt voor om het over de "Underpants Gnomes" te doen, kaboutertjes die zijn ondergoed stelen. De jongens geloven hem niet, en dus laat Tweek ze bij hem thuis overnachten.
Tweeks ouders, die een koffiehuis runnen, geven de jongens koffie om wakker te blijven. De jongens drinken zoveel koffie dat ze al snel druk worden. Als ze weer tot rust zijn gekomen, verschijnt Mr. Tweek, die voor hen een werkstuk heeft gemaakt. Dit gaat echter niet over de Gnomes, maar over bedrijfsovernames, dat grote bedrijven bekritiseert die kleine ondernemingen 'wegvagen'. Zijn koffiewinkel dreigt namelijk overgenomen of weggeconcurreerd te worden door Harbucks. Tijdens het gesprek tussen Mr. Tweek en de jongens, ziet Tweek de Gnomes zijn ondergoed stelen. De rest ziet dit echter niet en zeggen dat Tweek op moet houden.
De volgende dag dragen ze hun presentatie voor aan een commissie, die het stuk zeer waardeert. Zoals Mr. Tweek al had verwacht, is de commissie het volledig met de jongens eens en al snel scharen alle inwoners zich achter de jongens. Zo gaan ze in debat met Mr. Postum van Harbucks en verschijnen ze in een tv-spotje. Burgemeester McDaniels is eveneens tegen een Harbuckswinkel in South Park en bedenkt "Prop 10", een referendum over het al dan niet verbieden van Harbucks. De politieke campagne is zeer bevooroordeeld; Mr. Postum komt nauwelijks aan het woord en wordt belachelijk gemaakt en uitgejouwd, terwijl de jongens worden toegejuicht.
Als de kinderen van Mr. Garrison nog een presentatie moeten maken, zien zij ook de Gnomes. Al snel leren ze dat de Gnomes echte zakenmannen zijn en zien ze het nut in van bedrijven. Bij hun presentatie, vlak voor de opening van de Harbuckswinkel, vertellen ze dat bedrijven juist wél goed zijn. Grote bedrijven als Harbucks zijn ook als familieondernemingen begonnen zijn en alleen maar groot zijn geworden omdat ze zulke goede producten hebben. Ook geven ze toe niet de schrijvers te zijn geweest van de eerste presentatie, met als gevolg dat Mr. Garrison wordt afgevoerd. Uiteindelijk ontdekt iedereen, inclusief Mr. Tweek, hoe lekker de koffie van Harbucks is. Dit betekent het einde van de koffiewinkel maar dat geeft niet: hij kan direct tegen een goed salaris als bedrijfsleider bij Harbucks aan de slag.

## Kenny's dood
Kenny sterft als de Underpants Gnomes een kar, gevuld met onderbroeken, op hem laten vallen. De jongens zijn dit inmiddels gewend, hebben haast, en dreunen snel het "Oh my God, they killed Kenny. -You bastards" op. De Gnomes daarentegen nemen Kenny's dood een stuk erger op.

## Culturele verwijzingen
- Harbucks is een parodie op Starbucks.